# Me ha besado un hombre
Me ha besado un hombre es una película de comedia mexicana estrenada en 1944 dirigida por Julián Soler. Esta protagonizada por María Elena Marqués, Abel Salazar y Andrés Soler.

## Trama
Maria Elena Marqués es Luis/Luisa, quien habiendo quedado huérfana durante una guerra en Francia, donde pierde a su padre, decide emigrar a México, pues allá él tenía algunos amigos que ahora podrían darle una mano.
Al momento de tratar de abordar su transporte advierte que no trae con ella sus documentos, sólo los pasaportes de sus familiares y como le niegan el paso, se le ocurre hacerse pasar por su hermano, y con éxito, porque llega hasta México y hasta consigue trabajo. Y de ayudante de un Ingeniero (Abel Salazar) quien para no alterar este tipo de recetas, se enamora de él.

## Reparto
- María Elena Marqués como Luisa Montes / Luis
- Abel Salazar como Ingeniero Álvaro Álvarez
- Andrés Soler como Doctor Villar
- Agustín Isunza como Pipo
- Elba Álvarez como Lupita
- José Goula como Ingeniero Manzanares
- Salvador Quiroz como Ingeniero Bustamante
- Juan García como Hombre celoso en cabaret
- Alfonso Bedoya
- Daniel Arroyo como Refugiado en Francia (no acreditado)
- Roberto Cañedo como Mesero (no acreditado)
- Humberto Rodríguez como Cajero (no acreditado)
- Conchita Sáenz como Concha (no acreditado)